# José Banegas
José Eduardo Banegas Mendoza (El Progreso, Honduras, 20 de mayo de 1988) es un futbolista hondureño. Juega como mediocampista y su equipo actual es el Club Deportivo Parrillas One de la Liga Nacional de Honduras.

## Clubes
| Club              | País     | Año         |
| ----------------- | -------- | ----------- |
| Honduras Progreso | Honduras | 2011 - 2013 |
| Parrillas One     | Honduras | 2013 -      |

 actualmente Villanueva FC